# ЦНИИ конструкционных материалов «Прометей»
Федеральное государственное унитарное предприятие "Центральный научно-исследовательский институт конструкционных материалов „Прометей“ имени И. В. Горынина национального исследовательского центра "Курчатовский институт" (НИЦ "Курчатовский институт" - ЦНИИ КМ "Прометей") — российское предприятие, ведущее исследования в области материаловедения, металлургии, нанотехнологий, сварки, создания неметаллических композиционных материалов. Головная организация по конструкционным наноматериалам в составе Национальной нанотехнологической сети, а также базовая материаловедческая организация для объектов атомной энергетики России. В 2011 году институт включён в Национальный реестр «Ведущие промышленные предприятия России». С 2016 года входит в НИЦ «Курчатовский институт».

## История
По результатам заседания СТО СССР 17 мая 1936 года для создания и освоения производства брони на Ижорском заводе была создана Центральная броневая лаборатория (ЦБЛ), её начальником назначен А. С. Завьялов.
27 января 1939 года для централизации работ по бронепроизводству в соответствии с приказами Народного комиссара оборонной промышленности от 31 декабря 1938 года № 485 и Народного комиссара судостроительной промышленности от 18 января 1939 года № 3 на базе ЦБЛ образован ЦНИИ металлургии и брони (ЦНИИ-48) в составе Наркомата судостроительной промышленности СССР. Директором ЦНИИ-48 был назначен А. С. Завьялов. В 1958 году его сменил Г. И. Капырин, который руководил предприятием до 1977 года.
Имел филиал в городах: Нижний Новгород ( ГФ ЦНИИ КМ "Прометей" располагался на территории завода "Красное Сормово" ), Жданов.
Приказом Министерства судостроительной промышленности СССР от 31 января 1966 года № 56 учреждение переименовано в Центральный научно-исследовательский институт металлургии и сварки (ЦНИИМС). Затем приказом того же министерства от 14 августа 1972 года № 0488 ЦНИИМС переименован в Центральный научно-исследовательский институт «Прометей» (ЦНИИ «Прометей»); далее приказом от 22 июля 1988 года № 214 — в Центральный научно-исследовательский институт конструкционных материалов «Прометей» (ЦНИИКМ «Прометей»).
В 1994 году институт получил статус Государственного научного центра РФ.
Постановлением губернатора Санкт-Петербурга от 18 февраля 2016 года № 12-пг институту присвоено имя академика И. В. Горынина.

## Санкции
22 декабря 2022 года, из-за вторжения России на Украину, предприятие внесено в санкционный список США против военно-морских структур России «в ответ на неспровоцированную войну Путина в Украине». Также предприятие находится в санкционном списке Украины и Австралии.

## Направления деятельности
Во второй половине 1930-х годов на предприятии впервые в СССР подготовлены технологические инструкции по всем металлургическим переделам, созданы современные научные основы броневого производства, благодаря которым в годы Великой Отечественной войны удалось быстро освоить выпуск различных типов брони сразу на нескольких предприятиях страны. Уже через месяц после начала войны — 28 июля 1941 года — был прокатан первый лист танковой брони на металлургическом комбинате в Магнитогорске. В это же время началось внедрение в производство литых башен, что значительно снизило стоимость и сократило продолжительность технологического процесса. В 1945 году «за выдающиеся работы по созданию танковой брони, усовершенствованию бронекорпусов танков и самоходных артиллерийских установок» предприятие награждено орденом Ленина. 62 работника института были награждены орденами и медалями.
С 1947 года — головная организация по разработке корпусных материалов и методов их сварки для Военно-Морского флота и гражданского судостроения. Созданные здесь хладостойкие высокопрочные стали широко используются при строительстве ледоколов, танкеров, сухогрузов, балкеров, паромов и других судов.
В 1955 году НИИ-8 поставил перед предприятием задачу по выбору марки стали для атомных энергетических установок подводных лодок. В результате была разработана хромомолибденованадиевая сталь марки 48ТС-1, из которой изготовлены все реакторы типа ВМ-А для подводных лодок первого поколения и атомных ледоколов. С тех пор здесь создаются высокопрочные материалы, которые обеспечивают длительный срок службы конструкций в условиях высокого давления, температур и нейтронного облучения, для корабельной и стационарной атомной энергетики.
В 1956 году на предприятии началась разработка высокопрочных свариваемых титановых сплавов, способных работать в морских условиях — для корпусов глубоководных аппаратов, насосов и бортовых трубопроводов, подводных крыльев, гребных винтов, валопроводов, систем водозабора быстроходных судов. В 1963 году была заложена, а в 1969 году принята в эксплуатацию первая в мире цельнотитановая атомная подводная лодка К-222, отличавшаяся рекордной скоростью подводного хода. В 1980-е годы производство коррозионно-стойких титановых сплавов в СССР достигало 110 тыс. тонн в год, в то время как суммарный уровень производства других стран не превышал 80 тыс. тонн. Впервые в мировой практике для титановых сплавов удалось разработать технологию сварки листов больших толщин и протяжённости. По словам директора Курчатовского института М. В. Ковальчука, «Прометей» — единственное в мире место, где умеют варить титан с идеальным швом.
С 1968 года на предприятии ведутся работы по созданию многофункциональных полимерных композиционных материалов. Институтом созданы работающие в условиях ледовых нагрузок системы катодной защиты корпусов судов и морских сооружений для добычи углеводородов.
В 1981 году «за создание новой специальной техники» институт награждён орденом Трудового Красного Знамени. 38 сотрудников института были награждены орденами и медалями.
В 2007 году проведена разработка материалов и технологий производства труб большого диаметра для магистральных трубопроводов.
По данным на 2017 год, предприятие работает в следующих областях:
- конструкционные стали и функциональные наноматериалы для морской техники;
- материалы для атомной и тепловой энергетики;
- титановые сплавы и сплавы алюминия;
- неметаллические материалы и защита от коррозии.

Коллектив предприятия насчитывает более 1500 человек. В институте функционируют 5 научных школ, имеются кафедры в крупных вузах города, аспирантура. При сотрудничестве с ведущими предприятиями и вузами созданы два научно-образовательных центра.